# ジョーン・ディクス
ジョン・ディクス（英語: Joan Dix、1918年8月3日 - 1991年）は、イギリス、ノーサンプトンシャー出身のフィギュアスケート選手（女子シングル）。1932年レークプラシッドオリンピックイギリス代表。
父はスピードスケート選手のフレッド・ディクス。

## 主な戦績
| 大会/年      | 1931-32 |
| ------------ | ------- |
| オリンピック | 10      |
| 世界選手権   | 10      |
| 欧州選手権   | 7       |